# Divoká řeka
Takzvaná divoká řeka je jedna z nejběžnějších aquaparkových atrakcí. Jde o koryto, ve kterém je neustále nebo v pravidelných intervalech vytvářen proud vody pomocí trysek. Koryto bývá dlouhé několik desítek metrů. Pro zpestření může být atrakce doplněná protiproudem, ostrůvkem, gejzíry apod.
Tato atrakce je běžná u krytých i venkovních aquaparků. V některých případech je část koryta vedena uvnitř a část venku, přičemž může být v provozu i v zimních měsících.
Hloubka vody v divoké řece nebývá příliš vysoká, např. 120 cm, přesto tato atrakce není vhodná pro neplavce. Proud vody totiž může návštěvníkovi podtrhnout nohy, což by mohlo vést k jeho utonutí.